# Alain Cuny
Alain Cuny; właściwie René Xavier Marie (ur. 12 lipca 1908 w Saint-Malo; zm. 16 maja 1994 w Paryżu) – francuski aktor teatralny i filmowy.

## Życiorys
Debiutował w teatrze jak i w filmie jeszcze w latach 30. XX wieku. Pierwszą ważną i główną rolę zagrał w filmie Marcela Carné pt. Wieczorni goście (1942). Równocześnie rozwija się jego kariera teatralna. W czasie wojny poznaje dramaturga Paula Claudela, który powierza mu rolę w inscenizacji swego dramatu Zwiastowanie. W 1947 Cuny bierze udział w Festiwalu Teatralnym w Awinionie, po czym dołącza do tworzonego przez Jeana Vilara Narodowego Teatru Popularnego; gdzie grał w sztukach: Szekspira, Anouilh, Pirandello, Sartre'a, Claudela. W kolejnych latach występował także coraz częściej w filmach; zarówno w produkcjach francuskich i włoskich. Grał u mistrzów włoskiego kina:  Michelangelo Antonioniego (Dama bez kamelii), Federico Felliniego (Słodkie życie i Satyricon), Francesco Rosiego (Ludzie przeciwko sobie, Szacowni nieboszczycy, Chrystus zatrzymał się w Eboli oraz Kronika zapowiedzianej śmierci) i Marco Ferreriego (Audiencja i Nie dotykaj białej kobiety!). W 1956 zagrał archidiakona Frollo w ekranizacji powieści Victora Hugo Dzwonnik z Notre Dame z udziałem Anthony'ego Quinna i Giny Lollobrigidy. Dwa lata później wystąpił w jednej z głównych ról w dramacie Louisa Malle'a Kochankowie (1958). W latach 70. zagrał główną rolę męską w słynnym erotyku Emmanuelle (1974; reż. Just Jaeckin) u boku Sylvii Kristel. Za rolę w filmie Camille Claudel (1988) był nominowany do nagrody Cezara za najlepszą rolę drugoplanową.
Zmarł w 1994. Został pochowany na cmentarzu w podparyskiej miejscowości Civry-la-Forêt, gdzie mieszkał na stałe.

## Wybrana filmografia
- S.O.S. (1941) jako marynarz na statku "Mirva"
- Wieczorni goście (1942) jako Gilles
- Dama bez kamelii (1953) jako Lodi
- Dzwonnik z Notre Dame (1956) jako archidiakon Klaudiusz Frollo
- Kochankowie (1958) jako Henri Tournier
- Słodkie życie (1960) jako Steiner
- Skórka z banana (1963) jako Hervé Bontemps
- Korupcja (1963) jako Leonardo Mattioli
- Droga mleczna (1969) jako człowiek w pelerynie
- Satyricon (1969) jako Lichas
- Ludzie przeciwko sobie (1970) jako generał Leone
- Audiencja (1971) jako jezuita
- Mistrz i Małgorzata (1972) jako Woland
- Nie dotykaj białej kobiety! (1974) jako Siedzący Byk
- Emmanuelle (1974) jako Mario
- Szacowni nieboszczycy (1976) jako sędzia Rasto
- Pieśń o Rolandzie (1978) jako Turpin/zakonnik
- Chrystus zatrzymał się w Eboli (1979) jako baron Nicola Rotunno
- Detektyw (1985) jako stary mafioso
- Kronika zapowiedzianej śmierci (1987) jako wdowiec
- Ośmiornica 3 (1987) jako Nicola Antinari
- Camille Claudel (1988) jako Louis-Prosper Claudel, ojciec Camille
- Powrót Casanovy (1992) jako  stary markiz de Celcy